# Xian autonome hui de Menyuan
Le xian autonome hui de Menyuan (门源回族自治县 ; pinyin : Ményuán huízú Zìzhìxiàn) est un district administratif de la province du Qinghai en Chine. Il est placé sous la juridiction de la préfecture autonome tibétaine de Haibei.

## Démographie
La population du district était de 145 613 habitants en 1999.
La ville de Haomen comptait 27 739 habitants en 2000.